# سواره ایلخانی‌زاده
سواره ایلخانی‌زاده متخلص به سواره (زادهٔ ۱۳۱۶ در ترجان - درگذشتهٔ ۱۳۵۴ در تهران) شاعر، نویسنده، فعال سیاسی و گویندهٔ بخش کُردی رادیو تهران بود. او از طبقهٔ خان‌زادگان بوکان بود.

## زندگی‌نامه
سواره ایلخانی‌زاده در سال ۱۳۱۶ در روستای ترجان، از توابع فعلی شهرستان سقز به دنیا آمد. زمانی که او تنها دو سال داشت، خانواده اش از روستای ترجان به روستای قره گویز نقل مکان می‌کنند.
روستای تُرجان از توابع دهستان ترجان به مرکزیت روستای باغلوجه است که یکی از ده دهستان اصلی در منطقهٔ سقز در استان کردستان است که تا سال ۱۳۳۷ شمسی جزئی از منطقه جغرافیایی مکریان و بوکان بود.
سواره مدرک دیپلم خود را در شهر تبریز گرفت و برای تحصیلات تکمیلی در رشته حقوق قضایی به تهران رفت. در سال ۱۳۴۷ موفق به اتمام تحصیلات خود شد. سواره ایلخانی زاده در فعالیت‌های سیاسی و فرهنگی با همراهی ناصر یمین مردوخی کردستانی حضور پیدا می‌کرد و ضمن سرودن شعرهای ملی گرایانه به فعالیت‌های سیاسی هم می‌پرداخت. به دلایلی در سال ۱۳۴۳ به مدت ۶ ماه در زندان قزل قلعه تهران زندانی شد.
سواره ایلخانی زاده متخلص به «سواره» در سال ۱۳۴۶ در قسمت کردی رادیو تهران مشغول به کار شد و در زنجیره برنامه‌های ادبی-اجتماعی ضمن نقدهای ادبی، داستان‌های کوتاهی را نیز ارائه می‌کرد. 

## مرگ
در سال ۱۳۵۴ در حالی که کمتر از ۳۸ سال سن داشت بر اثر حادثهٔ تصادف در تهران درگذشت. پس از فوت، پیکر سواره ایلخانی‌زاده را به روستای حمامیان بوکان می‌آورند و در آرامستان خاندان او در آن روستا دفن می‌کنند.

## آثار و اشعار
به باور برخی از شاعران و نویسندگان کُرد سواره ایلخانی زاده پدر شعر نوی کُردی در کردستان ایران شناخته می‌شود و از او به عنوان شاعری نوگرا یاد می‌شود، اما در قالب شعر کلاسیک نیز آثاری ناب نیز از سواره به جا مانده است که «پیره هه ڵۆ»، یکی از آن‌ها است. بعد از سواره ایلخانی زاده شعرای زیادی در عرصه شعر نو فعالیت نموده و آثار خود را منتشر کردند که در این میان می‌توان به ژیلا حسینی به عنوان اولین زنان شاعر نوگرا اشاره نمود که در عنفوان جوانی بر اثر تصادف از دنیا رفت.

### نمونه شعر کُردی
یکی از اشعار بسیار معروف سواره «پیره هه‌ڵۆ» نام دارد البته در کنار این شعر، شعر «شار» نیز شهرت فراوانی دارد. «پیره هه‌لو» از یکی از اشعار الکساندر پوشکین شاعر و نویسندهٔ روسی سبک رومانتیسیسم الهام گرفته شده که سواره آن را بازسرایی کرده است. دو بیت پایانی شعر پیره هه‌لو اینچنین است:
| ژینی کورت و به هه‌ڵۆیی مردن  |  | نه‌ک په‌نا بۆ قه‌لی ڕوو ڕه‍.ش بردن |
| لای هه‌ڵۆی به‌رزه‌فڕی به‌رزه‌مژی |  | چۆن بژی شه‌رته نه‌وه‌ک چه‌نده بژی |

ترجمهٔ فارسی:
عمری کوتاه و در شکوه مردن/ نی به کلاغ سیه روی پناه بردن/
عقاب بلند پرواز بلند همت را/ چگونه زیستن شرط باشد نه مدت زندگی کردن.
شعر سواره در میان کردها رواج و مقبولیت بیش‌تری دارد و تقریباً هر کردزبانی چند بیت پایانی آن را حفظ است.

### نمونه شعر فارسی
" جوی سبزینه "
من در آن معبد پاکیزهٔ صبح/
من در آن خانهٔ اسفنجی سبز/
کَفَش از سبزهٔ نورسته/
سقفش از آبی دور/
باد و بوی گل و نجوای هزاران برگ/
من در آن فُصحت نور/
گفته‌بودم که ترا دارم دوست/
خانه‌ام وسعت یک چشم‌انداز/
و تراونده در آن بوی تن تُرد بهار/
در دلم حسرت جاری گشتن/
روی یک شط بزرگ/
دل تو عصمت یک غنچه، به هنگام شکفتن در باد/
من در آن خانهٔ مهتاب/
من در آن نورآباد/
گفته‌بودم که ترا دارم دوست/
دست من نسیمی که به زلفان تو می‌زد/
عطر مهجور هزاران گل کوهستانی/
و طبیعت همه در حنجرهٔ من می‌خواند/
ای ز سرچشمهٔ چشمت جاری/
جوی سبزینه/
ای مرا آئینه/
گفته‌ام من که ترا دارم دوست/
باد چالاک و سبک‌روح/
می‌ربود از لبم تردست/
باد، کوه و گل و سبزه/
رود با زمزمه‌اش جاوید/
همه با هم سرمست/
همه تکرار همی‌کردند/
جوی سبزینه/
ای مرا آئینه/
گفته‌ام من که ترا دارم دوست.

## سواره از دیدگاه نویسندگان و شاعران
- شیرکو بیکس شاعر معروف کُرد در گفتگوی خود با مجله سروه که در شماره ۶۸ این مجله منتشر شد، در خصوص سواره می‌گوید:

سواره ایلخانی زاده در شعر نو کُردی در ایران راهی تازه را در پیش گرفته است و به نظر من مهم‌ترین ویژگی شعر سواره در این است که بازگوکننده سخنان دیگران نبود، سایه این و آن نبود و تنها خودش بود.
- مسعود بیننده منتقد ادبی در خصوص شعر شار سواره چنین نوشته:

سواره ایلخانی زاده فعالیت نوگرایانه خود را در عرصهٔ شعر کردی در فضای ادبی ایران که تجربهٔ نوگرایی را از طریق شاعرانی چون نیما یوشیج و دیگران از سرگذرانده بود آغاز کرد. سواره نیز همچون نالی محصول دوران گسست بود، گسستی که با روند تمرکز گرای رضاخانی در ایران شکل گرفته و باعث شده بود بخشی از آرزوهای شاعرانی چون سواره، یعنی شهری شدن جامعهٔ کردستان در افول جمهوری مهاباد نقش برآب شود. سواره این واقعیت اساسی را درک نموده بود که هرگونه نوگرایی نیازمند تجربهٔ مدرنیته و تعمیق روند شهرنشینی در کردستان است لذا در نتیجهٔ شکست فرایند شهری شدن در چارچوب پروژهٔ سیاسی اتونومی، تلاش نمود این فقدان مرتبط با عرصهٔ جهان واقعی را در قالب پروژهٔ نوگرایی ادبی و در عرصهٔ زیست جهان متن جبران نماید. سواره با تجربهٔ زندگی شهری در پایتخت ایران در دههٔ ۴۰ و ۵۰ شمسی، شعر «شار» را که بارزترین تجربه خود از نمادها و عناصر مدرنیته شهری است به شکل خارق‌العاده‌ای بازگو می‌نماید.

## یادداشت
1. ↑  براساس سایت قوانین وابسته به وزارت کشور و همچنین سند مصوبه، در سال ۱۳۳۷ شمسی با وجود عدم خواست مردم این منطقه برای الحاق به سقز و همچنین اعتراض گمرک آذربایجان غربی، مصوبه انتزاع دهستان ترجان از بخش بوکان و الحاق به سقز به تصویب رسید.